# The Cambridge Buskers
The Cambridge Buskers est un duo humoristique anglais fondé en 1975 par le flûtiste Michael Copley et l'accordéoniste David Ingram.

## Carrière
Michael Copley et David Ingram se sont rencontrés à Cambridge alors étudiants l'un en musique, l'autre en français. Ils débutent sur le quai de la Gare de King's Cross de Londres. Ils se produisent au début dans la rue, les salles de sport, le métro puis avec le succès  dans les salles de concert avec au programme les grands airs du répertoire classique. Ils rencontrent Stockhausen qui leur dédie une transcription d'une de ses œuvres.